# Hugo Oehme
Hugo Oehme (* 8. Juni 1873 in Weißenborn/Erzgeb.; † 10. Februar 1952 in München) war ein deutscher Maler und Grafiker.

## Leben
Hugo Oehme studierte an der Kunstgewerbeschule und an der Akademie in Dresden bei Leon Pohle und Friedrich Preller dem Jüngeren. 1905 wurde Oehme Mitglied der Dresdner Kunstgenossenschaft. Von 1908 bis 1910 verbrachte er einen Studienaufenthalt in Paris.

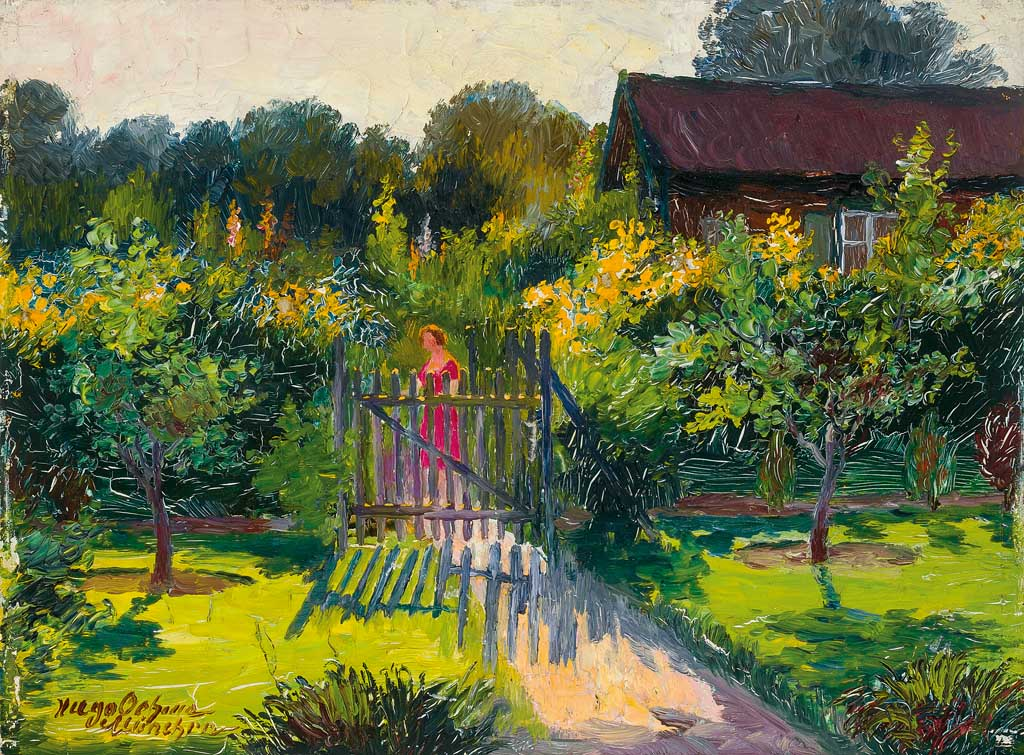
Hugo Oehme: Im Garten

Albert Bäuml, der Leiter der Porzellanmanufaktur Nymphenburg suchte den Künstler persönlich in Paris auf, um ihn für eine Anstellung in Nymphenburg anzuwerben. Oehme war vom 1. Dezember 1910 bis am 30. März 1920 als künstlerischer Leiter der Aufglasurmalerei in Nymphenburg tätig. Hugo Oehme war zuständig für den Aufbau der Abteilung „Antike Malerei“. Die serielle Ausführung der Entwürfe wurde meist dem Bruder Arthur Oehme übertragen.
Hugo Oehme leistete vom 4. August 1916 bis am 2. Januar 1919 Kriegsdienst im Ersten Weltkrieg. Am 30. März 1920 kündigte er seine Anstellung in Nymphenburg um wieder eine freie Tätigkeit als Künstler aufzunehmen.
Hugo Oehme malte vorwiegend Blumenstillleben, Landschaften, Tiermotive und Porträts, war auch als Porzellanmaler tätig und schuf in den 1910er- und 1920er-Jahren Dekors für die Porzellanmanufaktur Nymphenburg, die noch dem Jugendstil zugerechnet werden. Hier ist z. B.ein mehrteiliges Service mit Süßwasserfischen hervorzuheben. So war er 1997 bei der Sonderausstellung „Die Porzellanmanufaktur im 20. Jahrhundert“ im Münchner Stadtmuseum vertreten.
Er illustrierte beispielsweise Henny Kochs Kinderbuch Das Komteßchen (1911) oder das naturwissenschaftliche erste Buch von Gottfried Amann Die Kerfe des Waldes (1941). Nachgewiesen sind Zeitschriftenillustrationen wie z. B. in Jugend 1925 und in Westermanns Monatshefte, Juni 1931.
Oehme war Mitglied im Reichsverband bildender Künstler Deutschlands.